# کیریورووا
کیریورووا (به لاتین: Kirioruwa) یک منطقهٔ مسکونی در سری‌لانکا است که در استان مرکزی (سری‌لانکا) واقع شده‌است.